# Dominique-Marie David
Dominique-Marie Jean Michel David, Comm. Em. (* 21. září 1963, Beaupréau, Francie) je původem francouzský římskokatolický kněz, který byl v roce 2020 jmenován arcibiskupem monackým.